# Арно Шпіндлер
Арно Шпіндлер (нім. Arno Spindler; 10 травня 1880, Гляйвіц — 18 травня 1967, Гамбург) — німецький офіцер, контрадмірал крігсмаріне.

## Біографія
12 квітня 1896 року вступив на флот. Учасник Першої світової війни. Після демобілізації армії залишений на флоті. 31 жовтня 1925 року вийшов у відставку. Наступного дня повернувся на флот як цивільний адміністратор архіву ВМС, потім — відділу військової науки Морського керівництва/ОКМ. 20 серпня 1940 року був переданий в розпорядження крігсмаріне, проте не отримав призначення і зберіг свою посаду. 24 квітня 1943 року знятий з посади і переданий в розпорядження головнокомандувача ВМС на Балтійському морі. 1 червня 1943 року остаточно звільнений з військової служби, знову призначений цивільним адміністратором відділу військової науки ОКМ і залишався на цій посаді до кінця війни.

## Звання
- Кадет (12 квітня 1896)
- Морський кадет (1 січня 1899)
- Фенріх-цур-зее (18 квітня 1899)
- Лейтенант-цур-зее (13 вересня 1901)
- Оберлейтенант-цур-зее (28 березня 1903)
- Капітан-лейтенант (9 листопада 1907)
- Корветтен-капітан (27 січня 1915)
- Фрегаттен-капітан (8 березня 1920)
- Капітан-цур-зее (1 квітня 1922)
- Контрадмірал запасу (31 жовтня 1925)
- Контрадмірал до розпорядження (1 червня 1941)

## Нагороди
- Орден Червоного орла 4-го класу
- Китайська медаль в бронзі
- Залізний хрест 2-го і 1-го класу
- Орден «За заслуги» (Баварія) 4-го класу з мечами і короною
- Хрест «За військові заслуги» (Брауншвейг) 2-го класу
- Військовий Хрест Фрідріха-Августа (Ольденбург) 2-го і 1-го класу
- Ганзейський Хрест (Бремен)
- Хрест «За військові заслуги» (Австро-Угорщина) 3-го класу з військовою відзнакою
- Королівський орден дому Гогенцоллернів, лицарський хрест з мечами (28 квітня 1918)
- Хрест «За вислугу років» (Пруссія)
- Почесний хрест ветерана війни з мечами